# 两个半爸爸
《两个半爸爸》（前名：香港地）是一部香港现实主义题材文艺电影，耳东影业、映艺娱乐出品，罗俊伟执导，刘德华监制，刘德华、郑则仕、王菀之、张国强主演。预计2024年上映。

## 剧情
年屆六十的史達成（鄭則仕 飾），因誤傷執法人員被判80小時社會服務令，展開每週1次，每次8小時的鷲牆工作。平日不善與人相處的他，認識了好好先生廖堅（劉德華飾）和隱青池海星。 史達成無意間發現廖堅育有12歲自閉症兒廖自強，提出與池海星幫忙照顧廖自強，讓廖堅放心出外工作。從此各人平淡的生活泛起了小漣漪，更在不知不覺間建立出友誼。史達成重尋了生活意義，重新檢視了跟女兒和外孫的關係的故事。

## 角色
| 演員   | 角色   | 簡要介紹     |
| ------ | ------ | ------------ |
| 刘德华 | 廖坚   | 拳馆教练     |
| 郑则仕 | 史达成 | 流动熟食小贩 |
| 王菀之 | 史可柔 | 史达成之女   |
| 张国强 |        |              |
| 周秀娜 | 杨婉静 |              |
| 何珀廉 |        | 廖坚兒子     |

## 制作
2019年完成拍摄，原名《香港地》。